# Merck & Co.
Merck & Co., wie es aus namensrechtlichen Gründen nur in den USA und Kanada genannt wird, oder Merck Sharp & Dohme (kurz MSD) ist ein US-amerikanisches Pharmaunternehmen mit Sitz in Kenilworth (New Jersey). Es war ursprünglich das US-amerikanische Tochterunternehmen des Darmstädter Pharmakonzerns E. Merck (heute Merck KGaA). Ebenso wie zahlreiche andere deutsche Vermögenswerte wurde es jedoch 1917 im Rahmen des Ersten Weltkrieges konfisziert und arbeitet seitdem unabhängig. MSD beschäftigt weltweit rund 69.000 Mitarbeiter (2022) und ist mit 64 Milliarden US-Dollar Umsatz weltweit (2024)  einer der größten Arzneimittelhersteller der Welt. Umsatzstärkstes Präparat war im Jahr 2024 mit 29,5 Mrd. USD das Krebsmedikament Keytruda (Pembrolizumab).

## Geschichte

### Merck & Co

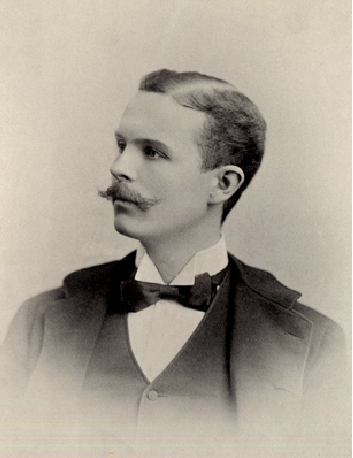
Georg(e) Merck

Merck & Co. verdankt seinen Ursprung Friedrich Jacob Merck, der im Jahr 1668 die Engel-Apotheke in Darmstadt erwarb, welche sich als Keimzelle des ältesten pharmazeutischen Unternehmens der Welt bis heute im Besitz der Familie befindet, und Emanuel Merck, der die Apotheke seit 1816 weiterführte.
Nachdem 1887 bereits eine Niederlassung von Merck in New York gegründet worden war, expandierte Georg Merck 1891 und gründete Merck & Co. in New York. Merck & Co. wurde 1917 während des Ersten Weltkrieges konfisziert und zu einem von der Muttergesellschaft unabhängigen, US-amerikanischen Unternehmen gemacht. Dies ist der Grund dafür, dass Merck & Co. ausschließlich auf dem nordamerikanischen Markt mit diesem Markennamen auftreten darf.

### Sharp & Dohme
Das Unternehmen Sharp & Dohme war 1845 in Baltimore von Alpheus Phineas Sharp als Apotheke gegründet worden. Sein Lehrling Louis Dohme stammte aus dem deutschen Obernkirchen und war ein Vetter von August Oetker, den er beim Aufbau seiner späteren Backpulverproduktion unterstützte. Sharp & Dohme war vor allem in der Erforschung und Vermarktung von Sulfonamiden, Impfstoffen und Blutplasmaprodukten erfolgreich.

### Merck, Sharp & Dohme
1953 fusionierte die Merck & Co. Inc. mit dem zu diesem Zeitpunkt in Philadelphia ansässigen Unternehmen Sharp & Dohme und nannte sich fortan international Merck Sharp and Dohme (MSD). In Deutschland tritt es als MSD Sharp & Dohme GmbH auf. Die deutsche Merck KGaA hingegen ist im Gegenzug in den USA und Kanada als EMD (Emanuel Merck, Darmstadt) vertreten.
Heute beschäftigt MSD rund 71.000 Angestellte in über 140 Ländern und betreibt 28 Fertigungseinrichtungen. Der Konzern hat seit 1963 eine deutsche Niederlassung, die seit September 1994 in Haar (bei München) ihren Sitz hatte. 2021 bezog MSD in Deutschland ihr neues Büro in der Macherei in München.
Der Cholesterinsenker Zocor (Simvastatin), dessen Patentschutz 2006 in den USA auslief, war lange das umsatzstärkste Medikament des Unternehmens. Zeitweise war es das weltweit umsatzstärkste Medikament. 2006 war erstmals der Umsatz des Asthmapräparats Singulair (Montelukast) am höchsten.
2005 trat MSDs Chief Executive Officer Raymond Gilmartin im Alter von 64 Jahren von seinem Posten zurück, nachdem ein Skandal um Mercks Antirheumatikum Vioxx (Rofecoxib) bekannt geworden war. Der frühere Produktionsleiter Richard Clark wurde daraufhin zum neuen Geschäftsführer gewählt.
Im selben Jahr definierte MSD im Rahmen eines Restrukturierungsprogramms die neun Forschungsschwerpunkte: Alzheimer-Krankheit, Atherosklerose, Herz-Kreislauf-Erkrankungen, Diabetes mellitus, neuartige Impfstoffe, Übergewicht, Krebs, Schmerzen sowie Schlafstörungen. Mit Hilfe dieser Fokussierung der Forschungsressourcen beabsichtigt das Unternehmen, die verlorengegangene Marktführerschaft zurückzuerlangen und vermehrt neue potentielle Blockbuster zu entwickeln, um den erwarteten Umsatzrückgang von Zocor zu kompensieren.
MSD gab am 9. März 2009 bekannt, das Pharmaunternehmen Schering-Plough für 41 Milliarden US-Dollar übernehmen zu wollen, die Fusion wurde am 3. November 2009 abgeschlossen.
Seit 2011 wird das Unternehmen von Kenneth C. Frazier geführt.
2015 siedelte die Unternehmenszentrale von Whitehouse Station im Hunterdon County (Merck Headquarters Building) ins nahegelegene Kenilworth, wo zuvor bereits eine Produktionsstätte angesiedelt war.

## MSD in Deutschland

Logo der MSD Sharp & Dohme GmbH, das Design stammt von Chermayeff & Geismar & Haviv.

MSD Deutschland beschäftigt rund 2.200 Mitarbeiter und erzielte 2019 einen Umsatz von 1,9 Milliarden Euro. Zur MSD-Unternehmensgruppe gehören:
- MSD Sharp & Dohme GmbH
- MSD Chibropharm GmbH
- Dieckmann Arzneimittel GmbH
- Chibret Pharmazeutische GmbH
- Varipharm Arzneimittel GmbH
- Rigontec GmbH
- Intervet Deutschland GmbH (Veterinär)
- Intervet Innovation GmbH (Veterinär)

Alle acht Unternehmen haben ihren Sitz in München.

## Vioxx-Skandal
MSD stellte das Schmerzmittel Vioxx (INN: Rofecoxib) her, einen COX-2-Hemmer, von dem das Unternehmen bereits ein Jahr, bevor das Medikament im September 2004 vom Markt genommen wurde, wusste, dass es Schlaganfall- und Herzinfarkt-Risiken bei Patienten erhöht. Aus diesem Grund wurde MSD seit Beginn des Skandals Ende 2003 in mehr als 10.000 Einzelverfahren in den USA verklagt. In einem ersten Prozess um den möglicherweise durch Vioxx verursachten Tod eines 59 Jahre alten Texaners wurde MSD zu einer Zahlung von 253 Millionen US-Dollar an dessen Witwe verurteilt. Allerdings sieht texanisches Recht eine Begrenzung der Summe auf maximal 27 Millionen US-Dollar vor. Zudem hat MSD gegen das Urteil Berufung eingelegt und argumentiert, dass der Betroffene an einer Arrhythmie (Herzrhythmusstörung) starb. Für eine Begünstigung dieses Krankheitsbildes durch Vioxx gebe es keine Anhaltspunkte. In zwei weiteren Verfahren wurde das Unternehmen freigesprochen. Vioxx war eines der weltweit am häufigsten verschriebenen Medikamente. Das wirtschaftliche Risiko für MSD, im Zusammenhang mit diesen Klagen, ist folglich enorm und wird von einigen Analysten auf bis zu 50 Milliarden US-Dollar geschätzt.
2008 wurde bekannt, dass Studien über Vioxx von MSD manipuliert wurden, um das Medikament besser darzustellen. Auch wurden firmeninterne Analysen, die schon 2001 eine Zunahme der Sterblichkeitsrate unter Vioxx zeigten, nicht publiziert und der US-amerikanischen Arzneimittelbehörde FDA auch auf Nachfrage hin nicht vorgelegt. In der APPROVe Studie wurde eine falsche Statistik angewendet, die dazu führte, dass kardiovaskuläre Komplikationen erst nach 18 Monaten (etwa 540 Tabletten) signifikant häufiger auftraten. Die korrigierte Statistik zeigt einen signifikanten Anstieg von kardiovaskulären Komplikationen schon nach vier Monaten (120 Tabletten). Zudem wurde bei der APPROVe Studie die tägliche Einnahme von VIOXX durch einen sonst üblichen „Pillcount“ nicht kontrolliert. Dennoch werden in Deutschland viele Klagen abgewiesen, wenn eine tägliche Einnahme von Vioxx über 18 Monate nicht bis auf die letzte Tablette nachgewiesen werden kann. Das Institut für Qualität und Wirtschaftlichkeit im Gesundheitswesen schätzt, dass allein in Deutschland 7000 Menschen durch die Einnahme von Vioxx erkrankt oder verstorben sind.
2009 wurde in Australien öffentlich, dass MSD vor der Marktrücknahme eine interne Liste mit Kritikern des Medikaments führte.
Ebenfalls 2009 wurde bekannt, dass die australische Filiale von MSD zwischen 2002 und 2005 den Wissenschaftsverlag Elsevier dafür bezahlte, acht Kompilationen wissenschaftlicher Artikel mit für MSD positiven Aussagen unter anderem zu Vioxx als scheinbare Peer-Review-Fachzeitschrift mit dem Namen Australasian Journal of Bone and Joint Medicine herauszugeben. Auf die Finanzierung durch MSD wurde in den Veröffentlichungen nicht hingewiesen.

## Verlag
MSD betreibt auch einen Fachbuchverlag, der verschiedene Nachschlagewerke publiziert, darunter den Merck Manual (und die deutschsprachige Version MSD-Manual) und den Merck Index.